# Patrick Vian
Pour les articles homonymes, voir Vian (homonymie).
Patrick Vian, né le 12 avril 1942 à Paris et mort le 24 février 2023 à Apt,, est un musicien français.

## Biographie
Patrick Vian est le premier enfant de Michelle Léglise et de l'écrivain, chanteur, compositeur et musicien Boris Vian.
Il fut membre (guitariste et chanteur) du groupe Red Noise, fondé pendant les évènements de Mai 1968 par lui-même, Daniel Geoffroy, Serge Catalano et Francis Lemonnier, ces deux derniers rejoindront en mai 1970 Olivier Zdrzalik- Kowalski, Michel Muzac ainsi que Pascal Chassin et formeront le groupe Komintern. Ce groupe musical se classait comme politiquement, libertaire, jazz et rock.
Il fit une courte carrière dans la musique électronique. Son dernier disque sorti en 1976 est classé dans le genre musical : rock électronique. De fait, son nom est cité sur la Nurse with Wound list.
Patrick Vian fut croqué par son père sous les traits du petit Bisonnot dans la nouvelle Les Remparts du sud qui fait partie du recueil Le Loup-garou, puis sous ceux de Pat dans Les Pompiers qui fait partie du recueil Les Lurettes fourrées.

## Discographie
- En 1970, le groupe musical Red Noise, avec Patrick Vian et John Livengood, enregistrent un album, Sarcelles-Locheres pour le label de disque Futura de Gérard Terronès[4].

- Red Noise Sarcelle-Lochères, Futura, 1971 (Patrick Vian, Jean-Claude Cenci, Daniel Geoffroy, Philip Barry, John Livengood, Austin Blue) Rééditions : CD chez Futura Records (France, 1996; 2009) :
  - 1. Cosmic, toilet ditty
  - 2. Caka slow
  - 3. Obsession sexuelle n#1
  - 4. Galactic sewer-song
  - 5. Obsession sexuelle n#2
  - 6. Red noise live au café des sports
  - 7. Existential-import of the screw-driver eternity twist
  - 8. 20 mirror mozarts composing on tea bag and half cup bra
  - 9. Red noise en direct du buffet de la gare [2e partie]
  - 10. À la mémoire du rockeur inconnu
  - 11. Petit précis d'instruction civique
  - 12. Sarcelles c'est l'avenir
- Patrick Vian Bruits et temps analogues, Egg, 1976 (Patrick Vian, Bernard Lavialle, Georges Granier, Mino Cinelu) Rééditions : 33t chez Movieplay(Espagne, 1978); CD et 33t chez Staubgold (Allemagne, 2013)
  - 1. Sphere
  - 2. Grosse Nacht Musik
  - 3. Oreknock
  - 4. Old Vienna
  - 5. R&B Degenerit
  - 6. Barong Rouge
  - 7. Tunnel 4 Red Noise
  - 8. Bad Blue
  - 9. Tricentennial Drag

## Musique de film
- Hu-Man de Jérôme Laperrousaz, 1975[5]

### À propos de son père
- Tristan Savin, « Patrick Vian : "Je n'ai jamais dit papa" », L'Express, 5 octobre 2011.
- Philippe Blanchet, « Rencontre avec le fils de Boris Vian "Son écriture reste vraiment moderne" », Le Figaro, 12 octobre 2011.